# Татамхулу Африка
Исмаил Жубер (англ. Ismail Joubert; 7 декабря 1920, Эс-Саллум, Матрух — 23 декабря 2002, Южная Африка, наиболее известный как Татамхулу Африка англ. Tatamkhulu Afrika, что на языке коса означает Дедушка Африка) — южноафриканский поэт и писатель. Его первый роман, Broken Earth, был опубликован, когда ему было семнадцать (под его «методистским именем»), но прошло более пятидесяти лет до его следующей публикации, сборника стихов под названием Nine Lives.
Он получил множество литературных наград, включая золотую премию Molteno Award за пожизненные заслуги перед южноафриканской литературой, а в 1996 году его работы были переведены на французский язык. В 2005 году была посмертно опубликована его автобиография Mr Chameleon.

## Биография
Татамхулу Африка родился под именем Могамед Фуад Насиф в Египте, его отец - египтянин, мать - турчанки, он приехал в Южную Африку совсем маленьким ребёнком. Оба его родителя умерли от гриппа, и его взяли на воспитание друзья семьи, дав ему имя Джон Карлтон. 
Он воевал во Второй мировой войне в североафриканской кампании и был взят в плен в Тобруке . Его опыт военнопленного занимает видное место в его произведениях. После Второй мировой войны он покинул свою приемную семью и отправился в Намибию (тогда Юго-Западную Африку), где его воспитывала семья африкаанс, взяв себе третье законное имя — Жузуа Жубер. 
В 1964 году он принял ислам, официально изменил свое имя на Исмаил Жубер и провёл некоторое время в тюрьме. Именно здесь он впервые столкнулся с формами гомосексуального секса, используемыми в государственном контексте для запугивания политических заключенных, что впоследствии стало главной темой его более поздних литературных работ, поскольку в них в значительной степени проявляется напряженность между гомофобией и гомоэротизмом.
Он жил в кейптаунском Шестом округе, смешанном расовом сообществе в центре города. В 1960-х годах Шестой округ был объявлен зоной «только для белых», и расовое сообщество было потеряно. С отцом-египтянином и матерью-турчанкой он мог быть классифицирован как «белый», но отказался из принципа. Он основал общество «Аль-Джихад», чтобы противостоять разрушению шестого округа и режиму апартеида в целом, и когда это стало ассоциироваться с вооруженным крылом Африканского национального конгресса, Умконто ве сизве, ему дали похвальное имя Татамхулу Африка, которое он носил до самой смерти.
В 1987 году его арестовали за терроризм и запретили выступать или писать публично в течение пяти лет, хотя он продолжал писать под именем Татамхулу Африка. Он был заключен в ту же тюрьму, что и Нельсон Мандела, и был освобожден в 1992 году.
23 декабря 2002 года Татамкулу Африка умер вскоре после своего 82-го дня рождения от травм, полученных, когда его сбила машина за две недели до этого, сразу после публикации его последнего романа «Горький рай». Он оставил после себя ряд неопубликованных работ, включая автобиографию, два романа, четыре коротких романа, две пьесы и поэзию.

## Поэзия
- Ночной свет (Carrefour/Hippogriff, 1991)
- Темный всадник (Snailpress/Mayibuye, 1993)
- Макабане (Mayibuye Books, 1994)
- Плоть и пламя (Шелковый путь, 1995)
- Лимонное дерево (Snailpress, 1995)
- Поворотные моменты (Майибуе, 1996)
- Ангел и другие стихотворения (Панцирь, 1999)
- Безумный старик под утренней звездой (Snailpress, 2000)
- Au Ceux (французские переводы) (Editions Creathis l'ecole des filles, 2000)
- Ничего не изменилось (2002)

## Романы
- Разбитая земля (1940)
- Невинные (1994)
- Натянутый канат (1996)
- Bitter Eden (Arcadia Books, 2002) Автобиографический роман, действие которого происходит в лагере для военнопленных во время Второй мировой войны. Роман повествует о трех мужчинах, которые считают себя натуралами, но должны бороться с эмоциями, которые выходят на поверхность из-за физической близости выживания в лагерях только для мужчин. Описаны сложные ритуалы лагерной жизни, странные привязанности и глубокие связи между мужчинами.
- Мистер Хамелеон: Автобиография, Jacana Media, 2005.